# Библия Бойера

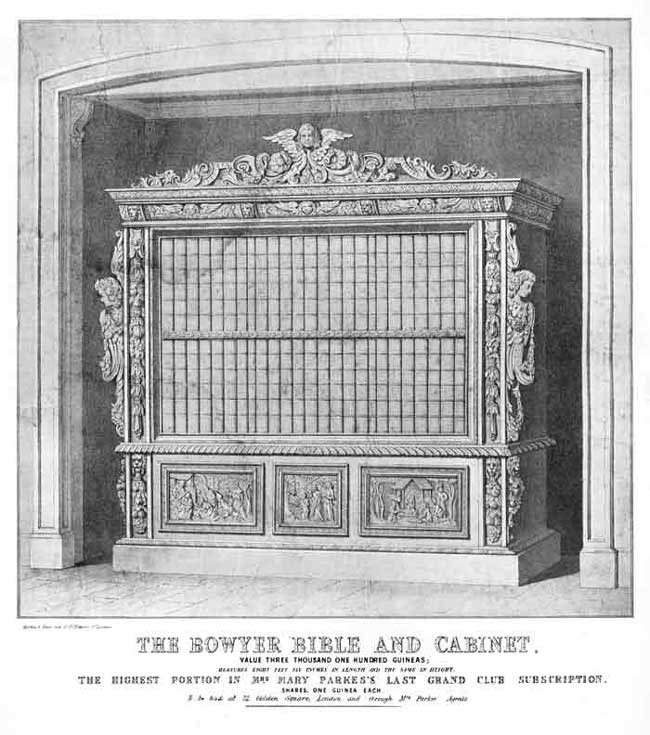
45-томная «Библия Бойера» в книжном шкафу.

Би́блия Бо́йера (англ. Bowyer Bible) — это 45-томная Библия, которую напечатал Роберт Бойер в 1791—1826 годах и снабдил её гравюрами в количестве 6 300 штук старых мастеров и современных художников. Библия выпущена в единственном экземпляре.
В настоящее время библия хранится в Центральном музее библиотечных архивов в городе Болтон, Англия.

## Описание Библии
Роберт Бойер начал печатать иллюстрации к Библии в 1791 году и продолжал на протяжении 30 лет. Титульный лист он напечатал в 1826 году. Первоначально он опубликовал в Библии 32 гравюры своего современника Джеймса Фиттлера, английского гравёра портретов, пейзажей и иллюстраций книг, который работал при короле Георге III. Также он включил картины старых мастеров таких как: Рафаэль, Рубенс, Дюрер и других. За основу Библии он взял содержание Библии Томаса Маклина, картинного дилера (прим. в Библии Маклина уже находилось 1800 иллюстраций в 7-ми томах, и она была наиболее иллюстрирована на тот момент времени среди прочих). Бойер стремился проиллюстрировать все аспекты мира Библии. Он искал иллюстрации к Библии по всей Европе и Великобритании для соответствующих сцен. Изображения были в основном драматическими; они иллюстрировали эпические сказания Библии и показывали натуралистический вид флоры, фауны и даже окаменелостей. В 1802 году, во время краткого Амьенского перемирия между Англией и Францией, он получил разрешение от самого Наполеона I просматривать в Париже некоторые издания художников. Его Библия позднее получила название «Библия Бойера». Она выросла до 45 томов и 6330 иллюстраций. Библия состояла из Ветхого Завета: 23 тома и 2315 гравюр, Апокрифа: 3 тома и 959 гравюр, Нового Завета: 19 томов и 3019 гравюр. Размер каждого тома Библии составляет 20 дюймов (50,8 см) в высоту. Эта Библия является крупнейшей из всех напечатанных. Её расположили в великолепном богато украшенном резном дубовом книжном шкафу, размером 8 футов и 6 дюймов2.

## Судьба библии
К сожалению, опус магнум Бойера так и не был никогда опубликован. Бойер оценил свою Библию в 4000 гиней и пытался её продать Бодлианской библиотеке за 2500 £, но без успеха. «Библия Бойера» находилась у него до самой его смерти, а потом перешла в наследство Мэри Паркс, которая была его домработницей и занималась его делами, когда он был жив. Она пыталась продать её на аукционе, но за Библию не дали её первоначальной цены в 3100 гиней. Впоследствии её купил коллекционер антикварных книг Джон Альбинсон (англ. John Albinson). Затем она была продана на аукционе Альбинсона вместе с 20 000-ю томами других книг. На этом аукционе её купил мэр города Болтона Роберт Хейвуд (англ. Robert Heywood) за 550 £, сегодня это почти 38 000 фунтов стерлингов. Он создал аккуратный рукописный индекс всех гравюр к соответствующим событиям Библии, который используется музеем Болтона до сих пор. Потом Библия перешла, по наследству, его сыну Джону и внуку Роберту. Внук пожертвовал её в дар Болтонскому музею на хранение в 1917 году. В настоящее время Библия хранится в Центральном музее библиотечных архивов в Болтоне. В 2003 году было потрачено 31 000 £ на её реставрацию.
| Перечень известных художников, чьи работы отражены в Библии Бойера | Перечень известных художников, чьи работы отражены в Библии Бойера | Перечень известных художников, чьи работы отражены в Библии Бойера |
| Художник                                                           | Номер тома Библии                                                  | Всего гравюр в Библии                                              |
| ------------------------------------------------------------------ | ------------------------------------------------------------------ | ------------------------------------------------------------------ |
| Дюрер                                                              | 01, 27, 32-35, 37-41, 45                                           | 35                                                                 |
| Карраччи                                                           | 03, 12, 28, 31, 34-35, 38-41, 44-45                                | 18                                                                 |
| Рубенс                                                             | 02, 03, 05, 07, 10, 12-16, 18, 25, 27-32, 34-41, 44-45             | 88                                                                 |
| Рембрандт                                                          | 03-05, 12, 14, 24-25, 27, 29-31, 33-39, 42                         | 64                                                                 |
| Блумарт                                                            | 01-02, 13, 15-16, 28, 31, 35, 37, 42                               | 16                                                                 |
| Д. Опий                                                            | 12, 25, 29, 35-36, 41-42                                           | 8                                                                  |
| Вос                                                                | 01-06, 09-10, 12-17, 20-24, 26-33, 35-36, 38-45                    | 197                                                                |
| Стелла                                                             | 27, 34-35, 41                                                      | 13                                                                 |
| Гольциус                                                           | 01, 03, 09-10, 15, 19-23, 25, 27, 30-35, 37-38, 40, 44             | 62                                                                 |
| Рейнольдс                                                          | 12, 27, 35                                                         | 3                                                                  |
| Бернардино Пассери                                                 | 28-41                                                              | 119                                                                |
| Херонимо Надаль                                                    | 27-34, 37-40                                                       | 153                                                                |
| Рафаэль                                                            | 01-08, 11, 13-15, 19-20, 22, 25, 27-45                             | 260                                                                |
| Лютербург                                                          | 01, 02, 05-14, 16-29, 31-32, 34, 37-38, 40-41, 43-45               | 167                                                                |

## Галерея

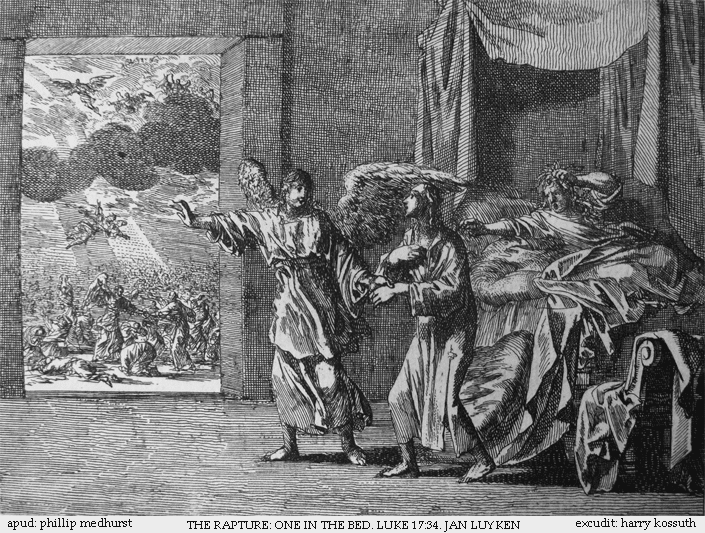
Лёйкен, Ян. Восхищение Церкви. Бодрствуйте.
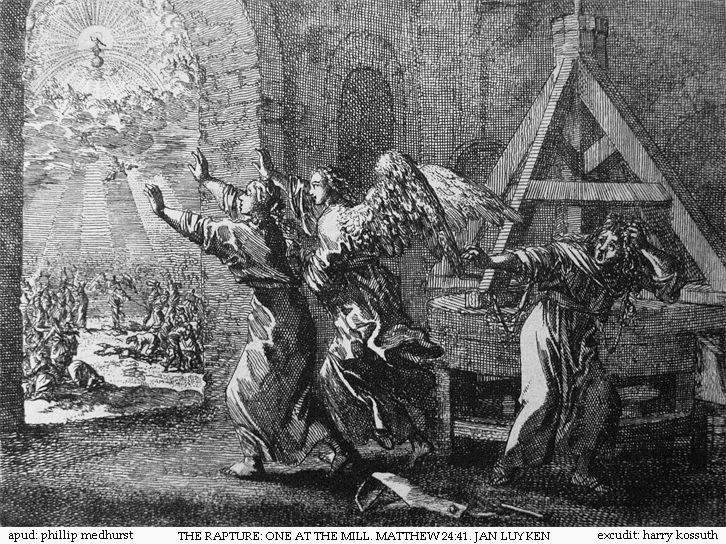
Лёйкен, Ян. Восхищение Церкви. Один на мельнице.
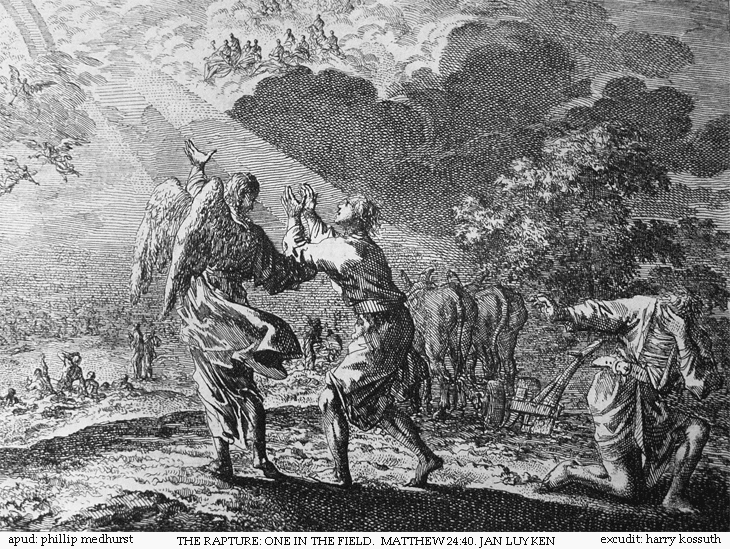
Лёйкен, Ян. Восхищение Церкви. Один в поле.
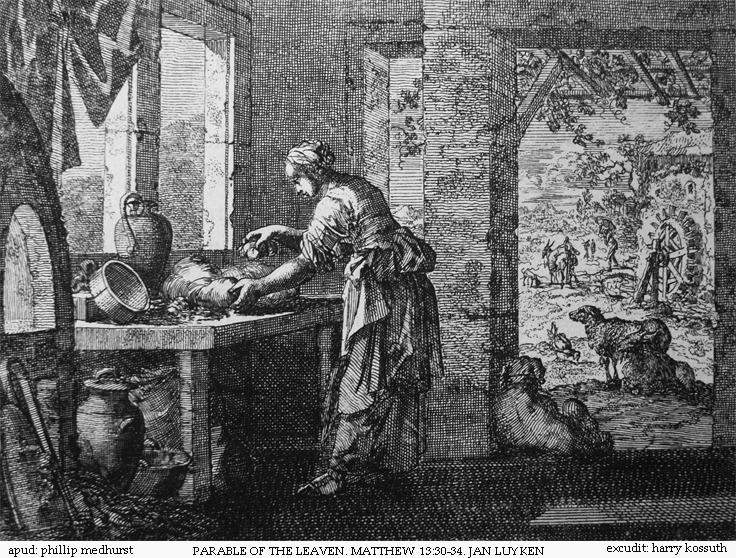
Лёйкен, Ян. Притча о закваске.
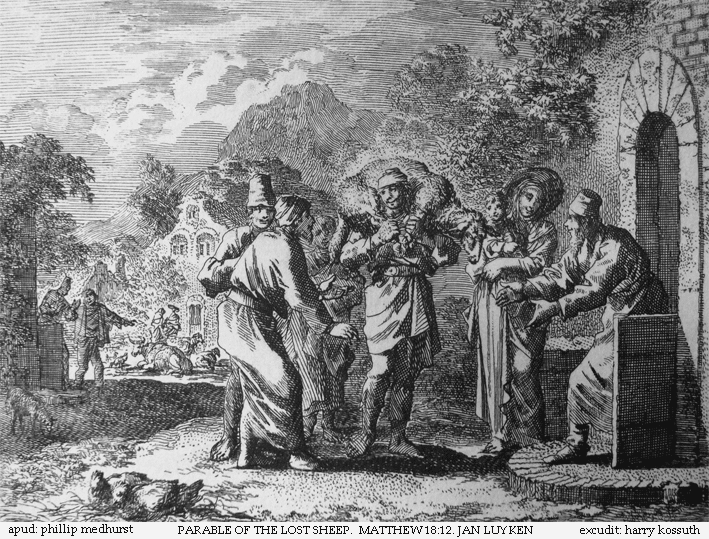
Лёйкен, Ян. Притча о заблудившейся овце. Триумфальное возвращение пастуха.
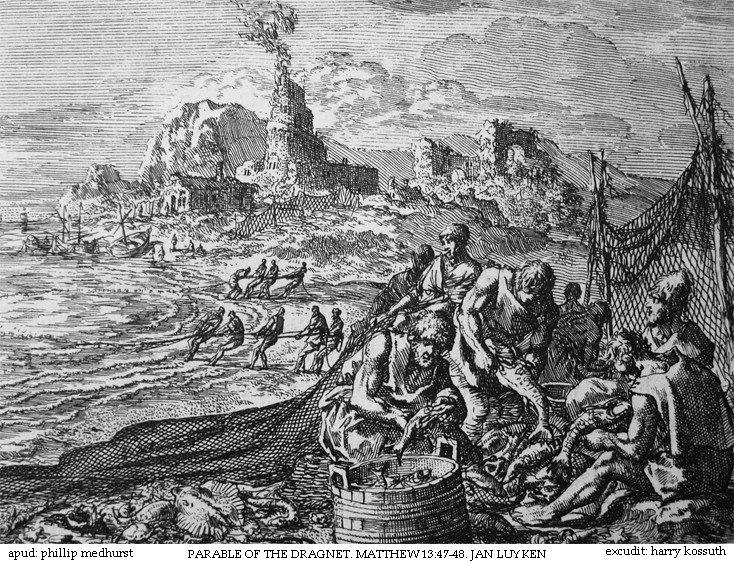
Лёйкен, Ян. Притча о неводе, закинутом в море.
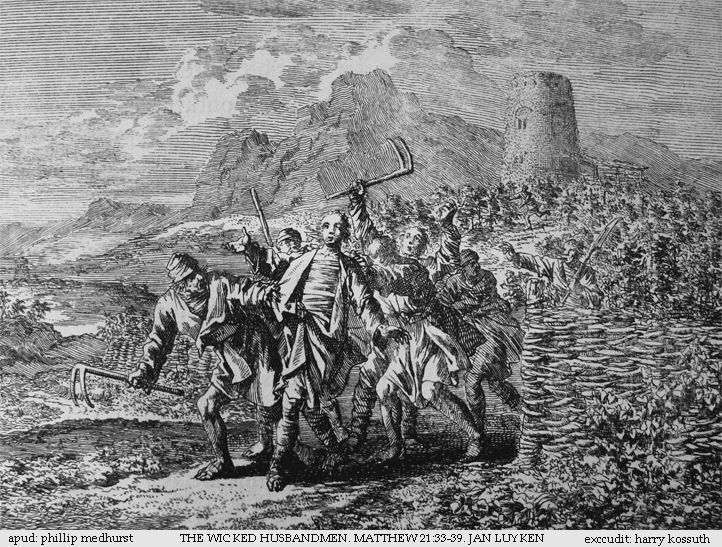
Лёйкен, Ян. Притча о злых виноградарях.
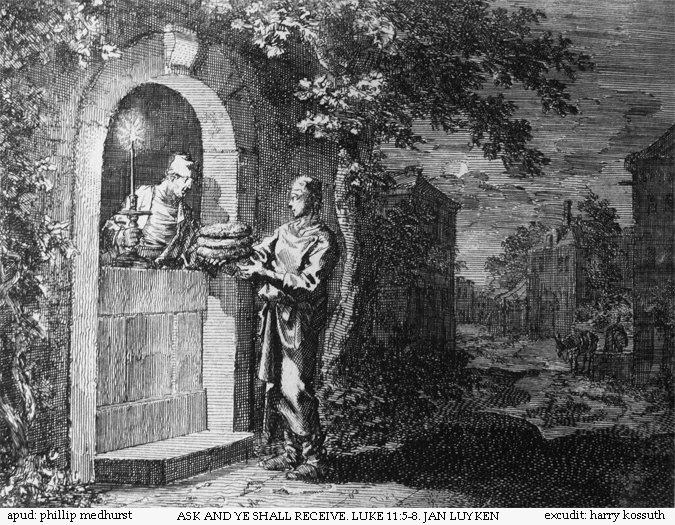
Лёйкен, Ян. Притча о человеке, просящем хлеба в полночь.
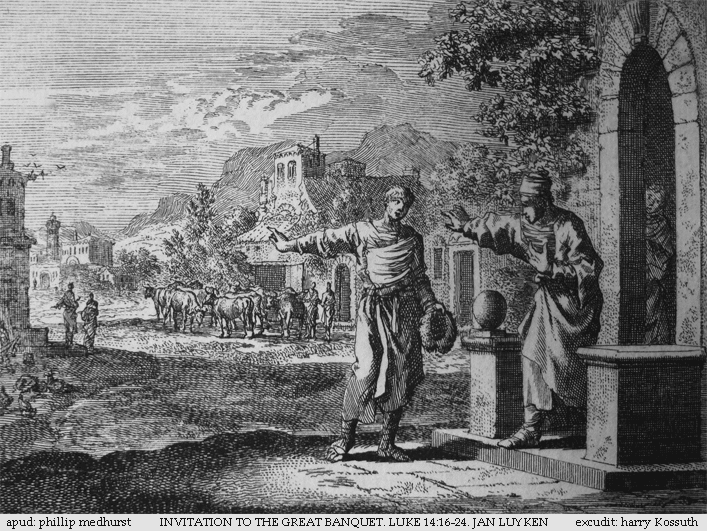
Лёйкен, Ян. Притча о брачном пире. Приглашение.
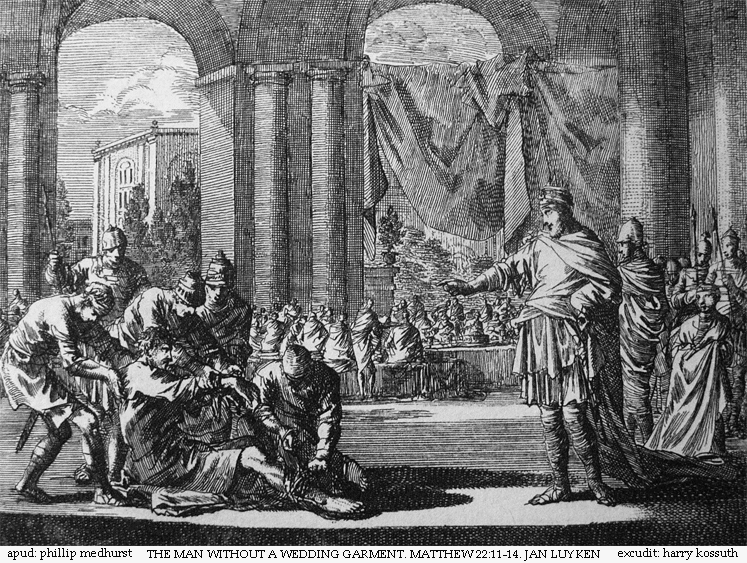
Лёйкен, Ян. Притча о брачном пире. Человек без брачной одежды.
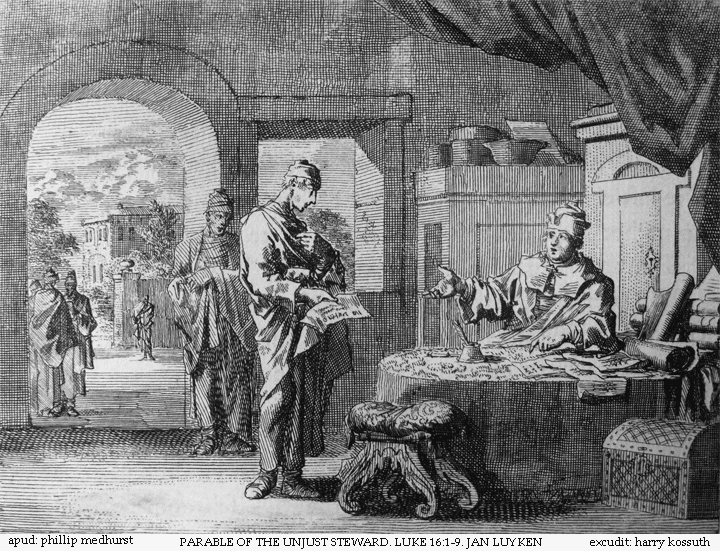
Лёйкен, Ян. Притча о неверном управителе.